# Creative Labs Zen

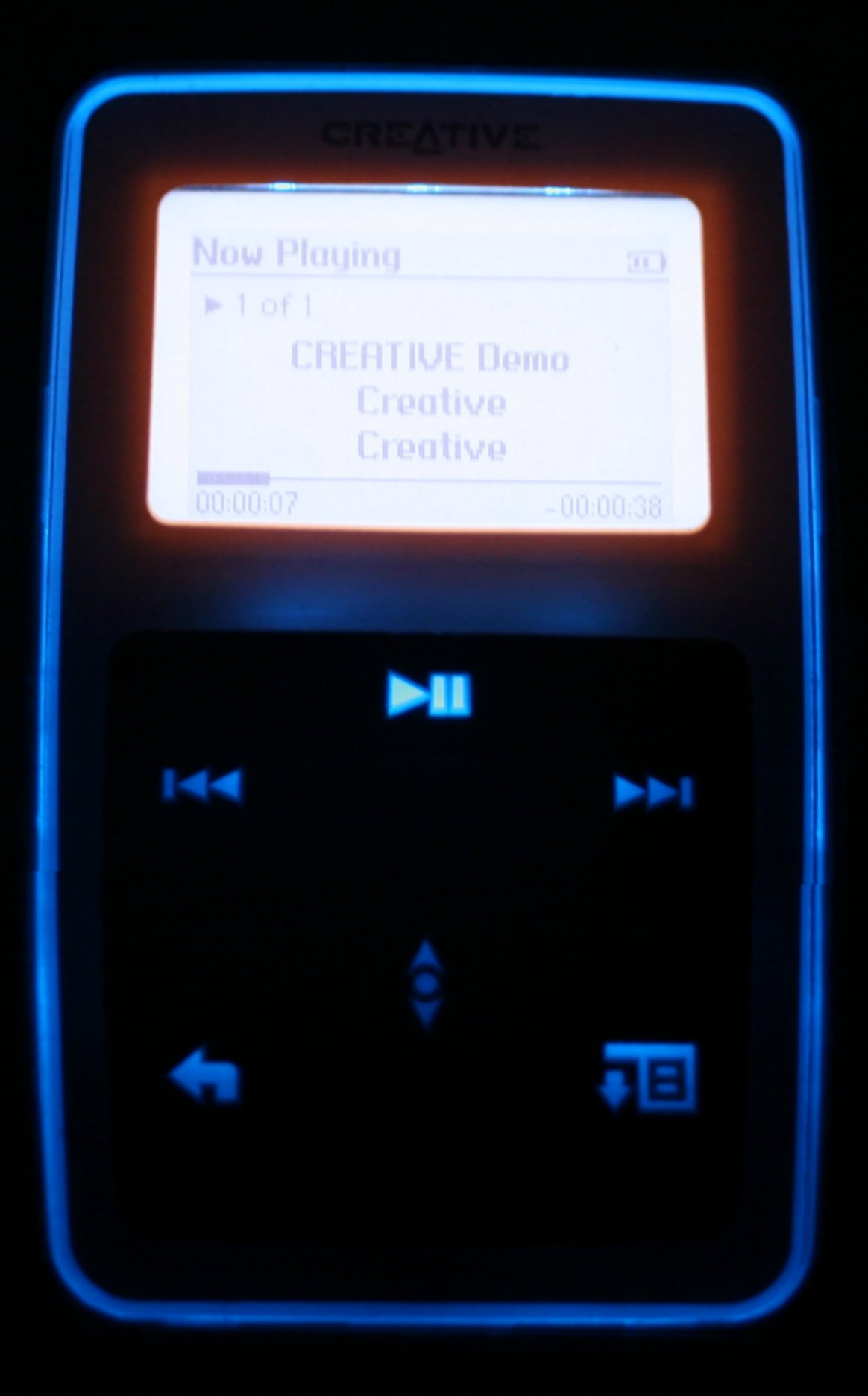
Zen Micro

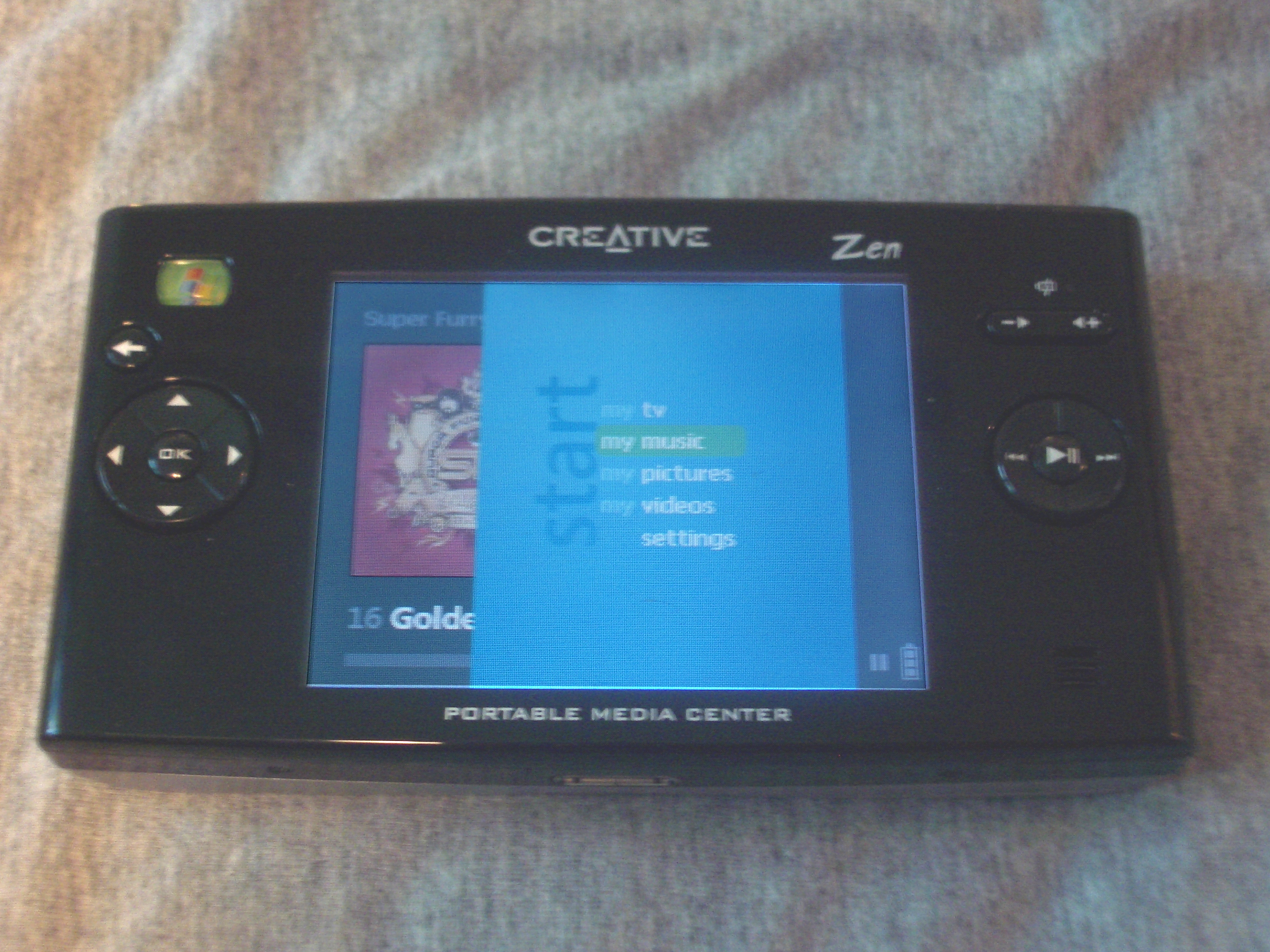
Zen Portable Media Center

Creative Labs Zen – seria popularnych odtwarzaczy MP3 firmy Creative. Należą do niej m.in.: Zen, Zen Extra, Zen Micro(od 1 GB do 8 GB), Zen Micro Photo(od 2 GB do 8 GB), Zen Stone, Zen Stone Plus, Zen Nano, Zen Nano Plus, Zen V, Zen V Plus, Zen Sleek, Zen Sleek Photo, Zen Vision, Zen Vision M(30/60/120GB), Zen Vision W(30GB), Zen Mozaic, Zen X-Fi. Wszystkie odtwarzacze, oprócz Nano, Nano Plus, V, V Plus, Mozaic, Stone i Stone Plus posiadają dysk twardy o pojemności od 2 do 120 gigabajtów. 
Linia Zen cechuje się ponadto dużym zróżnicowaniem - od prostych odwarzaczy obsługujących formaty muzyczne, po zaawansowane odtwarzające zdjęcia i filmy video. Głównymi konkurentami Creative Zen są marki: iPod, Iriver, Philips, Sony, Samsung.